# Heliport San Domino

i7
i11
i13
Der Heliport San Domino (italienisch Eliporto San Domino zuvor auch als Elisuperficie San Domino Isole Tremiti bekannt, international bekannt unter San Domino Island Heliport) ist ein Hubschrauberlandeplatz auf San Domino, der größten der Tremiti-Inseln, in der italienischen Adria. Der Heliport wurde 2008 durch die Region Apulien gebaut und wird von der Fluggesellschaft Alidaunia betrieben. Er dient sowohl dem Linienflugverkehr zum Festland als auch dem Zivilschutz.

## Fluglinien
Die Flüge werden von Alidaunia durchgeführt, die seit 1986 die Inseln regelmäßig anfliegt. Zu Beginn wurde der Heliport vom Flughafen Foggia aus hauptsächlich in den Sommermonaten angeflogen. In den übrigen Zeiten wurde bei Bedarf oder bei Rettungseinsätzen geflogen.
Heute kann ganzjährig ein- bis zweimal täglich mit dem Helikopter in 20 Minuten vom 75 km entfernten Foggia zum Heliport geflogen werden. Seit 2010 setzt das Unternehmen dazu eine AgustaWestland AW139 ein, einen Hubschrauber mit Sitzplätzen für 15 Passagiere.

## Neubau 2008
Der alte, 1985 errichtete Heliport wurde 2008 durch einen Neubau an einem anderen Standort auf der Insel ersetzt. Seither verfügt er auch über ein Abfertigungsgebäude.